# Leptopterna ferrugata
Leptopterna ferrugata is een wants uit de familie van de blindwantsen (Miridae). De soort werd het eerst wetenschappelijk beschreven door Carl Fredrik Fallén in 1807.

## Uiterlijk
Het mannetje van de soort heeft bruinroze voorvleugels, is langvleugelig (macropteer) en kan zo'n 5 tot 6,5 mm lang worden. Het vrouwtje heeft roodachtig tot oranjerode voorvleugels, kan ook langvleugelig zijn maar is meestal kortvleugelig (brachypteer) en kan 6,5 tot 8 mm kan worden. De langvleugelige varianten hebben vleugels die over het achterlichaam heen steken. Bij de kortvleugelige groenige vrouwtjes loopt een bruinzwarte streep over het midden van het gehele lichaam, van kop tot achterlijf. In het midden van de neus bevindt zich een lichte vlek. De meer oranjegroene mannetjes hebben een zwarte tekening en een zwarte kop met een lichte vlek bij de ogen en de neus. Mannetjes hebben bruinzwarte antennes, de vrouwtjes hebben roodbruine behaarde antennes. De pootjes zijn groenbruin of bruin en zijn bedekt met lange haartjes. De kleine bonte graswants lijkt erg op de grote bonte graswants (Leptopterna dolabrata), die is echter vaak groter en heeft donkerdere pootjes en antennes en een minder langwerpige vlek op de neus. 

## Leefwijze
De eitjes worden in grasstengels gelegd en komen na de winter uit. Er is een enkele generatie per jaar. De volwassen wantsen zijn van mei tot augustus te vinden in droge, voedselarme gebieden op diverse lage grassoorten zoals glanshaver (Arrhenatherum elatius), bochtige smele (Deschampsia flexuosa), rood zwenkgras (Festuca rubra) en gewoon struisgras (Agrostis capillaris).

## Leefgebied
De soort komt in Nederland zeer algemeen voor. Het leefgebied is verder Palearctisch, van Europa tot in Siberië. De wants is ook geïntroduceerd in Noord-Amerika.